# Battaglia di Las Navas de Tolosa
La battaglia di Las Navas de Tolosa, ovvero la battaglia di al-ʿUqāb (in arabo معركة العقاب‎?, Maʿrakat al-ʿUqāb, ossia "battaglia dell'Aquila"), fu la battaglia avvenuta nel 1212, tra ispanici e l'esercito almohade (arabo maghrebino e andaluso, con quote di mercenari turchi), nella quale quest'ultimo fu sconfitto dalle forze riunite dei cristiani della penisola iberica.
Nel 1212 Navarra, Aragona, Castiglia e Portogallo, appoggiate da gruppi di cavalieri provenienti da tutto l'occidente, unirono le forze vincendo la battaglia che avrebbe dato una svolta decisiva alla "Reconquista". Dopo la sconfitta in questa battaglia inizierà il declino della dinastia almohade.

## La battaglia
Lo scontro costituì la rivincita della clamorosa sconfitta patita dai cristiani spagnoli 17 anni prima nella battaglia di Alarcos/al-Arak del 19 luglio 1195 ad opera del terzo sovrano almohade Abu Ya'qub Yusuf II.
Indispensabile per la vittoria fu il superamento delle endemiche contrapposizioni fra i sovrani cristiani spagnoli e fu infatti quando un accordo legò solidalmente tra loro il re di Navarra Sancho VII il Forte e Pietro II d'Aragona che le basi della vittoria si poterono dire finalmente gettate, malgrado all'accordo restasse inizialmente estraneo Alfonso IX di León. Grande importanza per l'esito della battaglia fu l'azione diplomatica condotta dall'Arcivescovo di Toledo Rodrigo Jiménez de Rada. All'alleanza garantirono la loro partecipazione anche Alfonso II del Portogallo e i cavalieri Álvaro Núñez de Lara, Diego López de Haro e Lope Díaz, mentre papa Innocenzo III garantì all'impresa lo status di Crociata.
All'alleanza presero parte anche Franchi, con alcuni vescovi, e l'Ordine dei templari.
Gli Almohadi erano, dopo la morte di Yaʿqūb al-Mansūr il 22 gennaio 1199, in preda a una crisi dinastica, visto che nuovo Califfo divenne il diciassettenne figlio del defunto, il vanesio Muhammad al-Nasir, attorniato dai suoi zii abbastanza incompetenti.
La battaglia fu preceduta da incursioni lanciate da Alfonso VIII di Castiglia nelle provincie di Murcia e Jaén e il giovane califfo accettò lo scontro che invece gli sconsigliava ʿAbd al-Wāhid b. Abī Ḥafṣ il governatore dell'Ifriqiya per conto degli Almohadi ed eponimo della futura dinastia degli Hafsidi.
I sovrani cristiani di Castiglia, Navarra e Aragona presero nel giugno 1212 Calatrava, il cui governatore fu giustiziato poco più tardi da Muhammad al-Nāsir cui egli aveva voluto portare la notizia. Ciò provocò l'astensione dai futuri combattimenti della maggior parte dei musulmani di al-Andalus, che trovarono ingiustificata e insensata tale condanna.
Gli Almohadi replicarono assediando la fortezza di Salvatierra (base dell'ordine di Calatrava), conquistandola, per proseguire su quello che sarebbe stato di lì a poco il teatro della battaglia.
Al corpo centrale almohade facevano da ali i volontari (mutawwaʿa ) sulla sinistra e gli andalusi comunque rimasti nell'esercito islamico sulla destra.
Quando l'attacco cristiano iniziò, l'ala sinistra dei volontari respinse i contingenti cristiani che si contrapponevano loro mentre la cavalleria cristiana metteva in fuga gli andalusi, che quasi non combatterono.

Armi di Navarra adottate dal Sancho VII come proprio blasone personale dopo la vittoria

L'urto maggiore si ebbe dunque al centro mentre lentamente anche l'ala sinistra cominciava a cedere alla pressione cristiana. Lo sfondamento fu inevitabile e il califfo sfuggì a stento alla morte, rifugiandosi a Baeza, nel momento in cui sulla sua guardia personale piombò Álvaro Núñez de Lara.
Si dice che la tenda del Califfo fosse stata circondata da catene d'oro, poste a sua difesa ed utilizzate per trattenere la sua guardia del corpo personale, composta di schiavi. La tradizione vuole che l'averle infrante (malgrado la fuga di Muhammad al-Nasir) inorgoglì a tal punto la Casa di Navarra da indurla a cambiare le proprie armi, raffigurandovi su campo rosso catene dorate con, al centro, un verde smeraldo, preso dal turbante del nemico sconfitto. Sebbene questa origine sia molto probabilmente da far risalire a racconti posteriori (databili intorno al XV secolo), è certo che le catene d'oro furono adottate da Sancho come simbolo del Regno di Navarra, oltre che come proprio emblema personale. Come tali, continuarono a comparire nei vessilli del regno pirenaico fino al 1512, anno della sua incorporazione nel Regno di Spagna.
La vittoria cristiana fu totale e le perdite musulmane gigantesche. Fra i vincitori i più importanti caduti furono Pedro Arias (Gran Maestro dell'Ordine di Santiago, morto per le ferite il 3 agosto), Gómez Ramírez dell'Ordine dei Cavalieri templari e Ruy Díaz (Gran Maestro dell'Ordine di Calatrava).
Di lì a poco, a Marrakesh, il califfo moriva il 13 dicembre 1213.

## Nella cultura di massa

### Film
- 1212. La batalla de Las Navas de Tolosa, diretto da Santiago Mazarro, uscito nelle sale cinematografiche spagnole nel 2023, è il primo documentario sulla Battaglia di Las Navas de Tolosa[3].

### Giochi da tavolo
- Las Navas de Tolosa, 1212 (2005), di Frédéric Bey, pubblicato nel 2005 da Vae Victis, è un gioco per 2 giocatori che permette di
- The Charge of the 3 Kings: Navas de Tolosa 1212, di Carlos Diaz Narvaez, pubblicato nel 2021 da NAC Wargames, è un wargame per 2 giocatori, destinato a giocatori esperti e di lunga durata (una partita può arrivare anche a 4 ore). Il gioco è basato su un classico campo di battaglia diviso in esagoni su cui i giocatori muovono le tessere delle loro unità per dare vita a scontri molto strategici.
- 1212 - Las Navas de Tolosa, di Pablo Sainz, pubblicato nel 2022 da Draco Ideas, è un wargame che rievoca la celebre battaglia. Pensato anche per i principianti, ha un formato compatto e ogni partita dura meno di un'ora.[4].

### Videogiochi
In Total War: Attila, videogioco strategico della saga Total War, è possibile affrontare la Battaglia di Las Navas de Tolosa, grazie alla mod "Medieval Kingdoms 1212 AD", pubblicata da alcuni giocatori.

### Libri
In Tunnel Through the Deeps, romanzo storico/fantascientifico del 1972 dello scrittore Harry Harrison, la storia alternativa che viene narrata ha origine dalla battaglia di Las Navas de Tolosa, dove i Mori vinsero la battaglia nel il 16 luglio 1212, impedendo così che la Spagna potesse unificarsi a causa della sopravvivenza di una presenza islamica nel suo territorio e finanziare la spedizione di Cristoforo Colombo nel 1492.